# Steinfeld (Altmark)
Steinfeld (Altmark) este o comună din landul Saxonia-Anhalt, Germania.